# 金建忠
金建忠（1954年—），上海人，汉族，中华人民共和国政治人物、第十一届全国人民代表大会上海地区代表。
毕业于华东师范大学法律专业，是中共党员。担任上海市嘉定区委书记。2008年起担任全国人大代表。